# Lozova, Hmilnîk
Lozova (în ucraineană Лозова) este localitatea de reședință a comunei Lozova din raionul Hmilnîk, regiunea Vinnița, Ucraina.

## Demografie
Componența lingvistică a localității Lozova
     Ucraineană (97,96%)
     Rusă (2,04%)
Conform recensământului din 2001, majoritatea populației localității Lozova era vorbitoare de ucraineană (97,96%), existând în minoritate și vorbitori de rusă (2,04%).